# Bourguignon-sous-Coucy
Bourguignon-sous-Coucy település Franciaországban, Aisne megyében. Lakosainak száma 104 fő (2022. január 1.). Bourguignon-sous-Coucy Besmé, Camelin, Manicamp és Quierzy községekkel határos.

## Népesség
A település népességének változása:
| Lakosok száma | 73   | 77   | 99   | 90   | 101  | 99   | 103  | 107  | 105  | 104  |
|               | 1968 | 1982 | 1990 | 2006 | 2013 | 2015 | 2017 | 2019 | 2020 | 2022 |